# Національний музей Саудівської Аравії
Національний музей Саудівської Аравії (араб. المتحف الوطني السعودي) — національний музей, розташований в Ер-Ріяді, Саудівська Аравія.
Заснований у 1999 р., він є частиною історичного центру короля Абдулазіза й оточений парком Аль-Ваді на півночі та парком Аль-Маді на сході, які разом складають східну частину парку Національного музею.

## Будівля

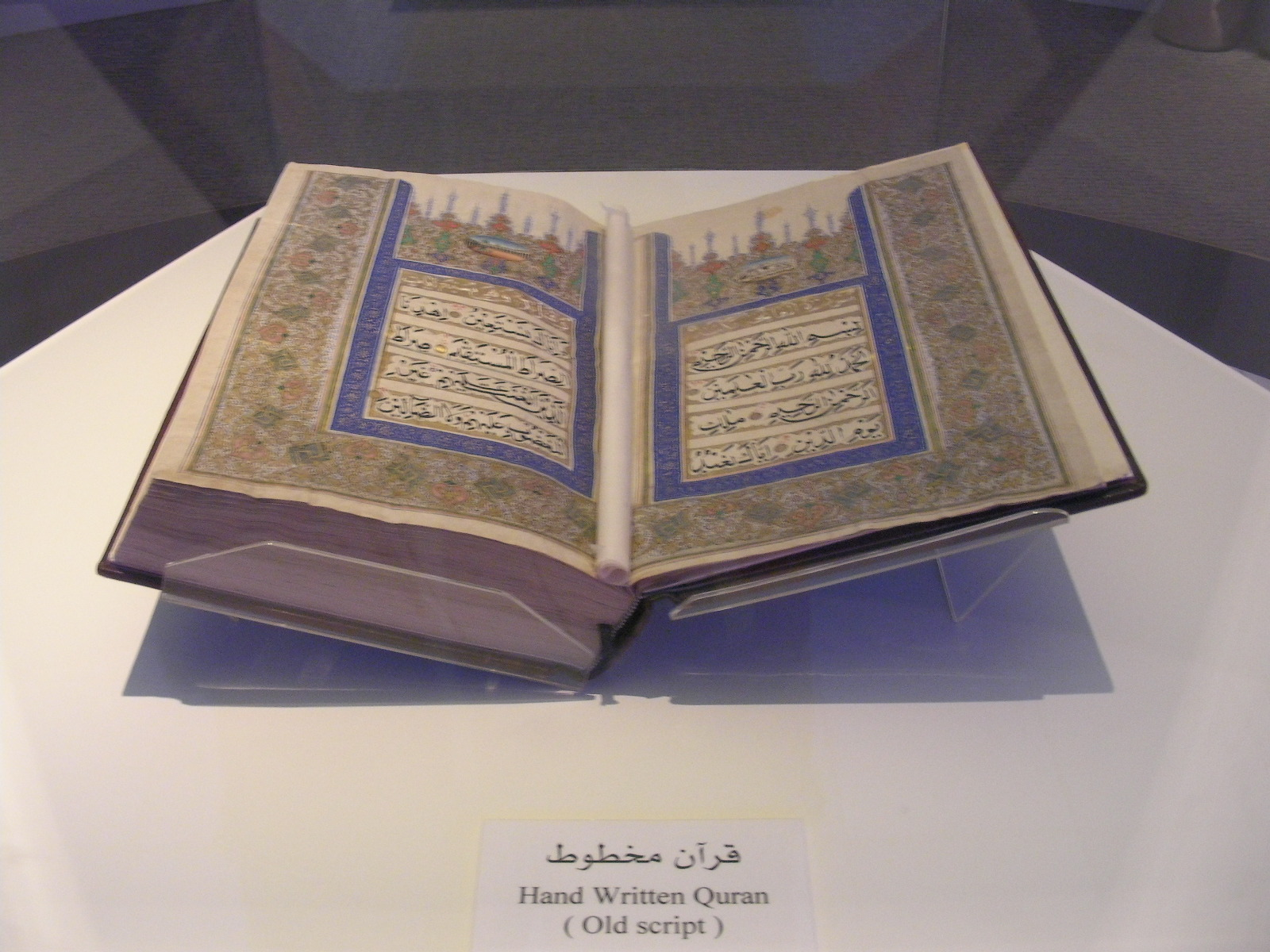
Рукописний Коран

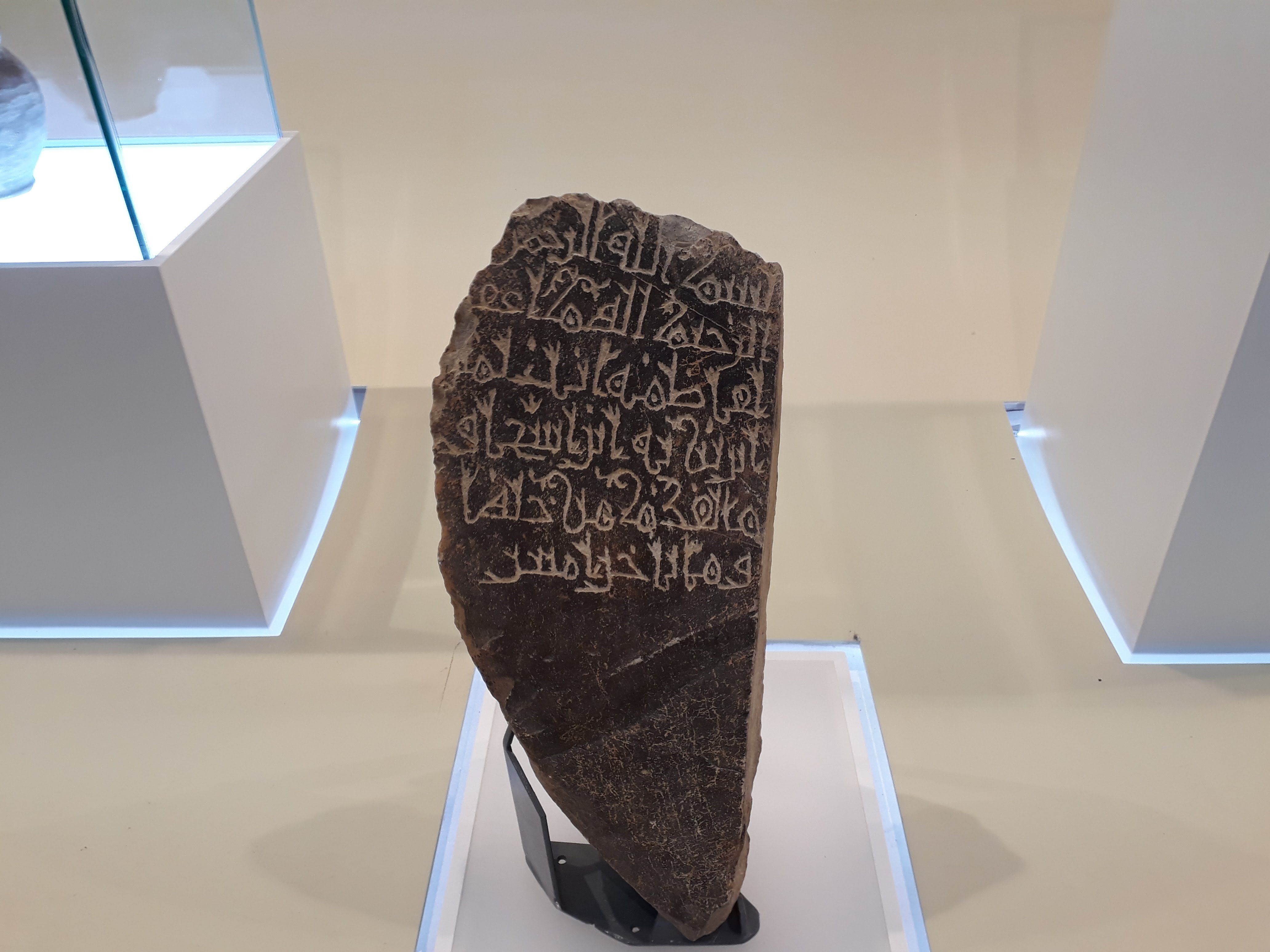
Куфічний напис, висічений на скелі, 2018 р

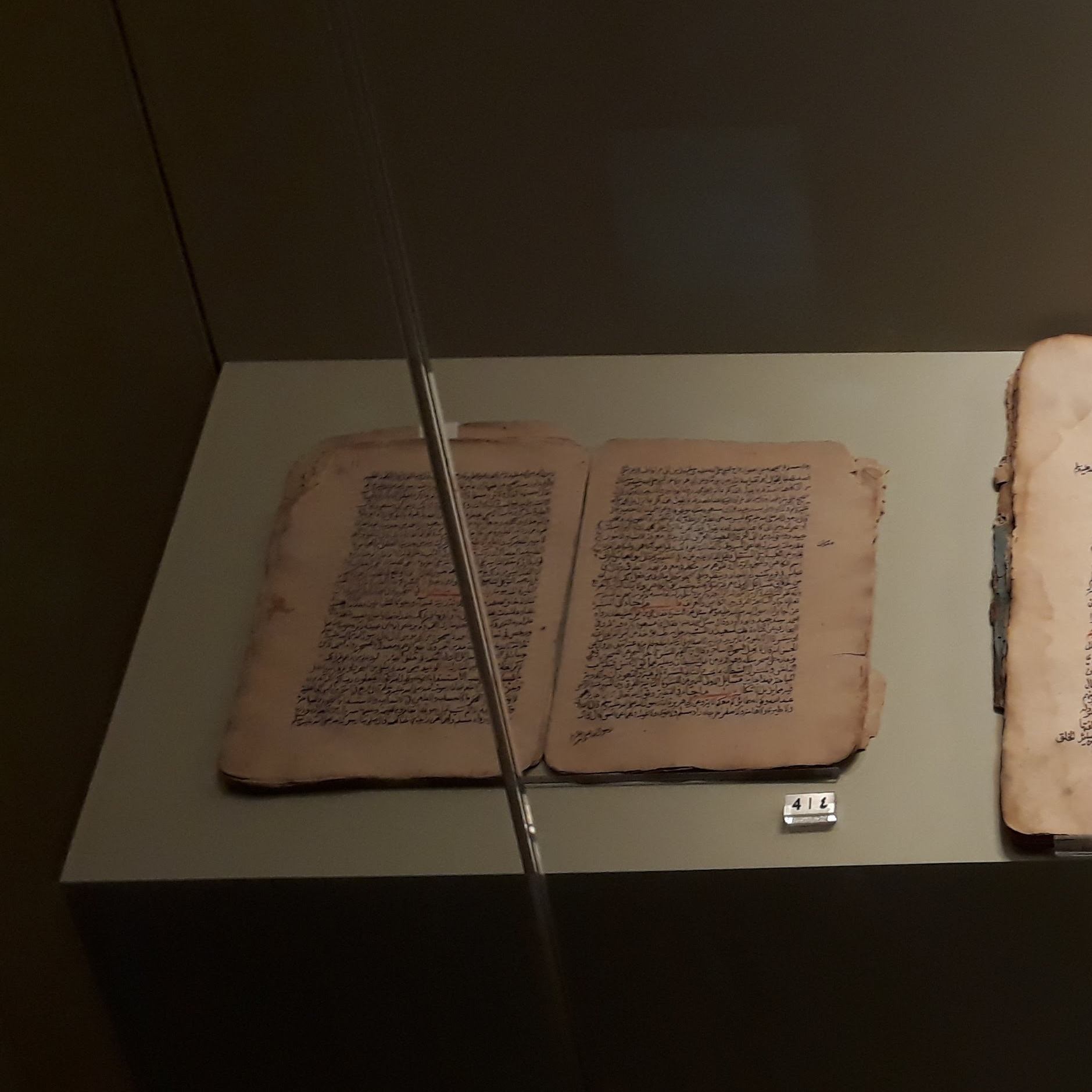
Оригінальний корпус Китаб аль-Таухід (Книга монотеїзму), написаний Мухаммадом Ібн 'Абд аль-Ваххабом на виставці, 2018

Національний музей був частиною «Плану розвитку Мурабби» з реконструкції району старого палацу Мурабба та його околиць з нагоди святкування сторіччя Саудівської Аравії. Таким чином, крайній термін було встановлено на початок 1999 року, залишаючи лише 26 місяців для планування та будівництва музею з нуля, хоча ідеї такого музею обговорювалися ще з вісімдесятих років.
Натхнення архітекторові Раймонду Моріяма дали кольори та форма піщаних дюн «Червоних пісків» неподалік від Ер-Ріяда.
Концепція дидактичного оформлення експозицій дещо відрізняється від традиційного підходу класичних музеїв. Менше уваги приділяється окремим експонатам, які демонструються поза культурним контекстом. Існує велика кількість копій і діорамічних дисплеїв у натуральну величину, які ілюструють і інформують про певні моменти. Тому іноді важко ідентифікувати певні конкретні твори і навіть відрізнити репліки від оригіналів. Ідея цього полягає не в тому, щоб зосереджуватися на окремих частинах окремо, а використовувати їх як приклади, щоб підкреслити загальні ідеї чи концепції, які вони представляють.

## Майбутні проекти розширення
У червні 2018 р. президент Саудівської комісії з туризму та національної спадщини принц Султан бін Салман Аль Сауд оголосив про розширення музею.
У січні 2021 року було призначено нового директора музею, Лайлу Алфаддаг.

## Виставки
У музеї вісім залів.

##### Людина і Всесвіт
Першим експонатом, який зустрінеться в музеї, є великий уламок метеорита, знайденого в кратерах Вабар у пустелі Руб-ель-Халі.
Інші експонати та інтерактивні дисплеї пояснюють Сонячну систему, тектоніку плит, геологію та географію Аравійського півострова та розвиток фауни й флори Аравії. Великі експонати включають скелет платібелодона та іхтіозавра. Завершує галерею людина кам'яного віку.

##### Арабські королівства
Ця галерея ілюструє ранні королівства, зосереджуючись на Ділмоні, Мадіані, Гаріа та Тімаа.
Виставка демонструє міста середньої епохи: Аль-Хамра, Даумат Аль-Джандал, Тімаа і Тарут. Пізні арабські королівства представлені цивілізаціями, які процвітали в Аль-Афлаадж, Наджран і Айн-Зубайда.

##### Доісламська ера (джагілія)
Ця галерея присвячена періоду приблизно з 400 року до н. е. до світанку ісламу. Зображені міста того часу: Мекка, Джараш, Ясріб, Хайбар, Наджран, Хадрама та Даумат Аль-Джандал, а також ринки в Оказі, Аль-Маджаз, Наджран і Хабаша.
Еволюцію письма та каліграфії показано та пояснено багатьма прикладами.

##### Місія пророка
Проілюстровано життя та місію Мухаммада. На стіні зображено велике генеалогічне дерево, яке дуже докладно пояснює структуру родинних зв'язків Мухаммеда.
З цієї галереї відвідувач переходить по мосту до наступної галереї, здійснюючи символічний перехід від часу невігластва до часу ісламу.

##### Іслам і Аравійський півострів
Час, висвітлений у цій галереї, включає початок ісламу в Медіні та історію піднесення та падіння Халіфату.
Тут також проілюстровано час мамлюків і османів до першої саудівської держави.

##### Перша і Друга держави Саудівської Аравії
Тут показано культуру та історію двох ранніх саудівських держав.
Велика модель Ед-Дірія показана під скляною підлогою, щоб її можна було розглянути більш детально.

##### Об'єднання
Галерея присвячена королю Абдулу Азізу та тому, як він здобув Ер-Ріяд і заснував своє королівство.

##### Хадж і дві священні мечеті в Мецці та Медині
Головним експонатом цієї галереї є велика модель Мекки та її околиць.